# Riccardo Ajmone Marsan
Riccardo Ajmone Marsan dit Ajmone III, né à Turin le 4 mars 1889 et mort dans la même ville le 15 novembre 1958, est un joueur de football  italien,. 
Polyvalent, il pouvait évoluer à tous les postes (gardien de but, défenseur ou attaquant).

## Biographie
Riccardo Ajmone Marsan fut introduit dans la société bianconera de la Juventus avec ses frères aînés Alessandro (Ajmone I) et Annibale (Ajmone II) par Umberto Malvano, un des fondateurs de la Juventus FC. 
Les trois frères et leur père donnèrent de l'argent au club pour pouvoir louer le Vélodrome Humbert Ier. 
Avec la seconde équipe du club turinois, Ajmone Marsan remporte la Seconda Categoria 1905 (équivalent aujourd'hui de la seconde division).
Il joue son premier match avec l'équipe première contre l'Andrea Doria le 10 avril 1910 lors d'une victoire 1-0 grâce à son but, et son dernier match contre l'Inter de Milan le 11 février 1912 lors d'une défaite 4-0.

## Palmarès
Juventus
- Championnat d'Italie (1) :
  - Champion : 1905.